# Saison 2015 de l'équipe cycliste Skydive Dubai-Al Ahli Club
La saison 2015 de l'équipe cycliste Skydive Dubai-Al Ahli Club est la deuxième de cette équipe. L'équipe s'appelle Skydive Dubai du 1er janvier au 30 avril inclus.

## Préparation de la saison 2015

### Arrivées et départs
| Arrivées             | Équipe 2014          |
| -------------------- | -------------------- |
| Khamis Saif Al Naqbi |                      |
| Ahmed Albalooshi     |                      |
| Sultan Alhammadi     |                      |
| Mansoor Ali Shambih  |                      |
| Vladimir Gusev       | Katusha              |
| Shambih Khaled       |                      |
| Andrea Palini        | Lampre-Merida        |
| Edgar Pinto          | LA Alumínios-Antarte |

| Départs               | Équipe 2015          |
| --------------------- | -------------------- |
| Marwan Airum          |                      |
| Nawaf Albalooshi      |                      |
| Marwan Ali            |                      |
| Suhail Alsabbagh      |                      |
| Lucas Sebastián Haedo | Jamis-Hagens Berman  |
| Alexandr Pliuschin    | Synergy Baku Project |
| Óscar Pujol           | Ukyo                 |

## Coureurs et encadrement technique

### Effectif
L'effectif de l'équipe Skydive Dubai-Al Ahli Club comprend dix-sept coureurs. Neuf d'entre eux sont émiratis.
| Cycliste             | Date de naissance | Nationalité         | Équipe 2014          |  |
| -------------------- | ----------------- | ------------------- | -------------------- |  |
| Ibrahim Al Ali       | 17 novembre 1994  | Émirats arabes unis |                      |  |
| Mohamed Al Murawwi   | 13 septembre 1988 | Émirats arabes unis | Skydive Dubai        |  |
| Khamis Saif Al Naqbi | 9 septembre 1986  | Émirats arabes unis |                      |  |
| Ahmed Albalooshi     | 29 octobre 1989   | Émirats arabes unis |                      |  |
| Sultan Alhammadi     | 15 août 1993      | Émirats arabes unis |                      |  |
| Mansoor Ali Shambih  | 1er mai 1988      | Émirats arabes unis |                      |  |
| Rafaâ Chtioui        | 26 janvier 1986   | Tunisie             | Skydive Dubai        |  |
| Vladimir Gusev       | 4 juillet 1982    | Russie              | Katusha              |  |
| Soufiane Haddi       | 20 février 1991   | Maroc               | Skydive Dubai        |  |
| Maher Hasnaoui       | 22 septembre 1989 | Tunisie             | Skydive Dubai        |  |
| Khalid Ibrahim       | 12 novembre 1995  | Émirats arabes unis | Skydive Dubai        |  |
| Adil Jelloul         | 14 juin 1982      | Maroc               | Skydive Dubai        |  |
| Shambih Khaled       | 12 septembre 1983 | Émirats arabes unis |                      |  |
| Francisco Mancebo    | 9 mars 1976       | Espagne             | Skydive Dubai        |  |
| Tarek Obaid Murad    | 1er avril 1984    | Émirats arabes unis | Skydive Dubai        |  |
| Andrea Palini        | 16 juin 1989      | Italie              | Lampre-Merida        |  |
| Edgar Pinto          | 27 août 1985      | Portugal            | LA Alumínios-Antarte |  |

## Bilan de la saison

### Victoires
Skydive Dubai s'impose très largement sur le Tour d'Égypte, et y remporte également le classement par équipes.
| Date       | Course                                                   | Pays                | Classe | Vainqueur                  |
| ---------- | -------------------------------------------------------- | ------------------- | ------ | -------------------------- |
| 15/01/2015 | 1re étape du Tour d'Égypte                               | Égypte              | 2.2    | Francisco Mancebo          |
| 16/01/2015 | 2e étape du Tour d'Égypte                                | Égypte              | 2.2    | Andrea Palini              |
| 17/01/2015 | 3e étape du Tour d'Égypte                                | Égypte              | 2.2    | Soufiane Haddi             |
| 18/01/2015 | 4e étape du Tour d'Égypte                                | Égypte              | 2.2    | Andrea Palini              |
| 18/01/2015 | Classement général du Tour d'Égypte                      | Égypte              | 2.2    | Francisco Mancebo          |
| 16/02/2015 | 1re étape de la Tropicale Amissa Bongo                   | Gabon               | 2.1    | Rafaâ Chtioui              |
| 17/02/2015 | 2e étape de la Tropicale Amissa Bongo                    | Gabon               | 2.1    | Rafaâ Chtioui              |
| 19/02/2015 | 4e étape de la Tropicale Amissa Bongo                    | Gabon               | 2.1    | Andrea Palini              |
| 22/02/2015 | Classement général de la Tropicale Amissa Bongo          | Gabon               | 2.1    | Rafaâ Chtioui              |
| 05/04/2015 | 3e étape du Tour du Maroc                                | Maroc               | 2.2    | Edgar Pinto                |
| 08/04/2015 | 6e étape du Tour du Maroc                                | Maroc               | 2.2    | Soufiane Haddi             |
| 10/04/2015 | 8e étape du Tour du Maroc                                | Maroc               | 2.2    | Vladimir Gusev             |
| 19/05/2015 | 2e étape du Tour du Japon                                | Japon               | 2.1    | Rafaâ Chtioui              |
| 12/06/2015 | Championnat du Maroc du contre-la-montre                 | Maroc               | CN     | Soufiane Haddi             |
| 12/06/2015 | Championnat de Tunisie du contre-la-montre               | Tunisie             | CN     | Rafaâ Chtioui              |
| 14/06/2015 | Championnat du Maroc sur route                           | Maroc               | CN     | Soufiane Haddi             |
| 14/06/2015 | Championnat de Tunisie sur route                         | Tunisie             | CN     | Rafaâ Chtioui              |
| 20/10/2015 | 1re étape du Tour de Hainan                              | Chine               | 2.HC   | Andrea Palini              |
| 21/10/2015 | 2e étape du Tour de Hainan                               | Chine               | 2.HC   | Andrea Palini              |
| 03/11/2015 | 4e étape du Tour du lac Taihu                            | Chine               | 2.1    | Rafaâ Chtioui              |
| 28/11/2015 | 1re étape du Sharjah International Cycling Tour          | Émirats arabes unis | 2.2    | Soufiane Haddi             |
| 29/11/2015 | 2e étape du Sharjah International Cycling Tour           | Émirats arabes unis | 2.2    | Soufiane Haddi             |
| 30/11/2015 | 3e étape du Sharjah International Cycling Tour           | Émirats arabes unis | 2.2    | Soufiane Haddi             |
| 01/12/2015 | 4e étape du Sharjah International Cycling Tour           | Émirats arabes unis | 2.2    | Andrea Palini              |
| 01/12/2015 | Classement général du Sharjah International Cycling Tour | Émirats arabes unis | 2.2    | Soufiane Haddi             |
| 02/12/2015 | UAE Cup                                                  | Émirats arabes unis | 1.2    | Maher Hasnaoui             |
| 09/12/2015 | 1re étape du Jelajah Malaysia                            | Malaisie            | 2.2    | Francisco Mancebo          |
| 10/12/2015 | 2e étape du Jelajah Malaysia                             | Malaisie            | 2.2    | Skydive Dubai-Al Ahli Club |
| 12/12/2015 | 4e étape du Jelajah Malaysia                             | Malaisie            | 2.2    | Andrea Palini              |
| 13/12/2015 | Classement général du Jelajah Malaysia                   | Malaisie            | 2.2    | Francisco Mancebo          |
| 17/12/2015 | 1re étape du Tour d'Al Zubarah                           | Qatar               | 2.2    | Maher Hasnaoui             |
| 19/12/2015 | Classement général du Tour d'Al Zubarah                  | Qatar               | 2.2    | Maher Hasnaoui             |

### Classement UCI

#### UCI Africa Tour
L'équipe Skydive Dubai-Al Ahli Club termine à la 1re place de l'Africa Tour avec 571 points. Ce total est obtenu par l'addition des points des huit meilleurs coureurs de l'équipe au classement individuel, cependant seuls sept coureurs sont classés,.
| Rang | Coureur           | Points |
| ---- | ----------------- | ------ |
| 4    | Rafaâ Chtioui     | 221    |
| 17   | Soufiane Haddi    | 112    |
| 29   | Andrea Palini     | 78     |
| 30   | Francisco Mancebo | 77     |
| 50   | Edgar Pinto       | 42     |
| 79   | Adil Jelloul      | 26     |
| 114  | Maher Hasnaoui    | 15     |